# Orsay
Orsay település Franciaországban, Essonne megyében. Lakosainak száma 16 655 fő (2022. január 1.). Orsay Saclay, Les Ulis, Bures-sur-Yvette, Gif-sur-Yvette, Palaiseau és Villebon-sur-Yvette községekkel határos.

## Népesség
A település népességének változása:
| Lakosok száma | 852  | 1034 | 1271 | 1672 | 2392 | 4213 | 13 544 | 16 255 | 16 421 | 16 655 |
|               | 1793 | 1836 | 1861 | 1886 | 1911 | 1936 | 1975   | 2008   | 2017   | 2022   |